# Kustavi
Kustavi este o comună din Finlanda.